# Eric Singleton
Eric Newkirt Singleton, ps. XLarge (ur. 6 listopada 1968 w Nowym Jorku) – amerykański raper. Od 1998 do 2001 roku członek zespołu Modern Talking. Znany głównie z takich piosenek jak "You’re My Heart, You’re My Soul '98", "Last Exit to Brooklyn" czy "China In Her Eyes".

## Single
- 1994 "Downtown Girl"
- 2000 "Sexy Girl"